# Pražmo
Pražmo (en allemand : Praschmo) est une commune du district de Frýdek-Místek, dans la région de Moravie-Silésie, en République tchèque. Sa population s'élevait à 912 habitants en 2021.

## Géographie
Pražmo se trouve à 12 km au sud-est de Frýdek-Místek, à 29 km au sud-est d'Ostrava et à 296 km à l'est-sud-est de Prague.
La commune est limitée par Raškovice au nord-ouest, par Vyšní Lhoty au nord, par Morávka à l'est et au sud-est, et par Krásná au sud-ouest et à l'ouest.

## Histoire
La première mention écrite de la localité date de 1777.

## Transports
Par la route, Písek se trouve à 12 km de Frýdlant nad Ostravicí, à 15 km de Frýdek-Místek, à 38 km d'Ostrava et à 376 km de Prague.